# Sibilla Cumana (Domenichino)
La Sibilla Cumana è un dipinto a olio su tela (138×103 cm) databile al 1622 circa del Domenichino e conservato nei Musei Capitolini di Roma.

## Storia
La tela faceva parte della collezione Pio di Savoia a Roma, dov'è inventariata tra i beni di famiglia nel 1641, nel 1697 (dove viene assegnata per la prima volta al Domenichino) e nel 1724. Dal 1750 la tela confluisce assieme alla collezione nelle raccolte capitoline.

## Descrizione

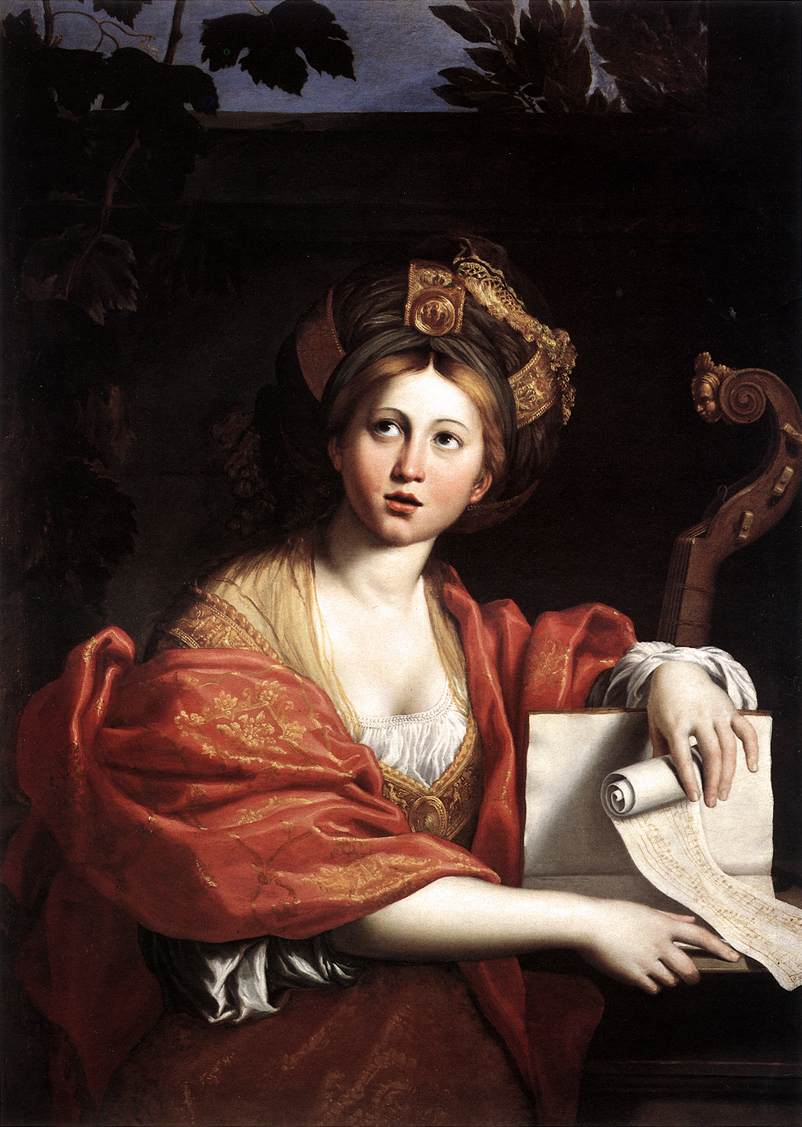
La versione della galleria Borghese.

Il dipinto appartiene a una serie di quadri dello stesso soggetto dipinti dal Domenichino, inclusa la tela conservata alla galleria Borghese e una Sibilla Persica conservata nella collezione Wallace di Londra. Il tema della sibilla Cumana fu trattato dal bolognese Domenichino probabilmente quattro volte ed era un tropo comune preferito dai mecenati dotti di Roma. I mecenati potevano scegliere un tema che derivava dalla letteratura classica e che, allo stesso tempo, era una profezia apparente della nascita di Cristo. La sibilla appare negli affreschi michelangioleschi della cappella Sistina e negli affreschi raffaelleschi nella chiesa di Santa Maria della Pace. Questi pittori raffigurarono la sibilla come una donna anziana; la tradizione sostiene che il dio Apollo le diede l'immortalità su sua richiesta, ma lei si dimenticò di chiedere l'eterna giovinezza.
La sibilla di Cuma si trova in un ambiente con un'apertura verso l'esterno nella quale si vedono una pianta di alloro (un simbolo di Apollo) e un cielo azzurro. Accanto alla donna si trova una tenda color oro che scende dall'alto (mentre nella versione della galleria Borghese al posto del tendaggio c'è una vite). La sibilla rivolge il proprio sguardo verso l'alto e ha le labbra socchiuse. La donna indossa un turbante dorato, un orecchino pendente, un abito con le maniche bianche e porta sulle spalle una veste rossa e morbida. Per quanto riguarda la versione dell'opera nella galleria Borghese, si ritiene che la modella sia stata la moglie del pittore, Marsibilia Barbetti.
Il testo in greco sul cartiglio della sibilla recita: "C’è un solo Dio infinito e non generato"; il termine "non generato" è scritto in modo errato. Nell'altra versione romana, invece, il cartiglio è uno spartito musicale. Nella prima metà del diciottesimo secolo il dipinto faceva parte della collezione romana della famiglia Pio, e passò al papa Benedetto XIV nel 1750, che decise di porla nella pinacoteca nascente del Campidoglio. L'opera fa coppia con la Sibilla Persica del Guercino, che si trova nella stessa sala.